# Zojić
Zojz en albanais et Zojić en serbe latin (en serbe cyrillique : Зојић) est une localité du Kosovo située dans la commune/municipalité de Prizren et dans le district de Prizren/Prizren. Selon le recensement kosovar de 2011, elle compte 828 habitants.
Le village est également connu sous le nom albanais de Zoiq.

## Démographie

### Évolution historique de la population dans la localité
| 1948 | 1953 | 1961 | 1971 | 1981 | 1991 | 2011 |
| ---- | ---- | ---- | ---- | ---- | ---- | ---- |
| 188  | 256  | 316  | 414  | 663  | 972  | 828  |

|  |

### Répartition de la population par nationalités (2011)
En 2011, les Albanais représentaient 98,19 % de la population.